# Callyspongia muricina
Callyspongia muricina är en svampdjursart som först beskrevs av Jean-Baptiste Lamarck 1814.  Callyspongia muricina ingår i släktet Callyspongia och familjen Callyspongiidae. Inga underarter finns listade i Catalogue of Life.